# Malik Dadachov
Malik Dadachov (en azéri: Məlik Yusuf oğlu Dadaşov; né le 7 juin 1924 à Bakou, RSS d'Azerbaïdjan  et mort le 2 décembre 1996 à Bakou) est  acteur de théâtre et de cinéma azerbaïdjanais. Artiste du peuple de la RSS d'Azerbaïdjan (1974), lauréat du Prix d'État de la RSS d'Azerbaïdjan (1986).

## Biographie
Malik Yusuf oghlu Dadachov participe à la Seconde Guerre mondiale, et il est soigné  longtemps après avoir subi une lésion cérébrale. En 1945, il commence à travailler comme acteur au Théâtre des jeunes spectateurs. Après avoir obtenu son diplôme de l'Institut de théâtre d'Azerbaïdjan (aujourd'hui Université d'État de la culture et des arts d'Azerbaïdjan) en 1950, il travaille au Théâtre dramatique académique nommé d'après M. Azizbeyov, où il joue pour la première fois dans la pièce Honneur de la famille. Le début de sa créativité coïncide avec la période de fort développement de l'art théâtral national azerbaïdjanais. A cette époque, Alasgar Alakbarov, Mehdi Mammadov, Adil Iskenderov et des dizaines d'autres sommités de l'art travaillent.
Depuis les années 1980, Malik Dadachov enseigne également à l'Université d'État de la culture et des arts d'Azerbaïdjan.